# 2023年美國APEC峰會
2023年美國APEC峰會（英語：U.S. APEC 2023），又稱亞太經合組織第三十次領導人非正式會議，是2023年在美國舉辦的亚太经济合作组织會議，於2023年11月11日至17日在三藩市舉行領導人峰會。美國白宮發言人珍·莎琪於2022年2月10日確定美國將會舉辦2023年的APEC峰會，並且表示美國總統拜登一直致力於推動公平貿易、開放投資和競爭，作為美國擴大和深化與該地區各經濟體聯繫的一環。

## 口號
本屆APEC峰會的口號是「創新、永續、包容」（英語：Innovation, Sustainability, Inclusive Growth），對應該年會議的主題「打造強韌、永續未來」（英語：Creating a Resilient and Sustainable Future for All）。

## 參與者
2023年7月27日，華盛頓郵報報道美國國務院將不會邀請中華人民共和國香港特別行政區行政長官李家超出席2023年11月在三藩市舉行的會議，理由是李家超侵犯香港人權，並且目前在美國財政部外國資產控制辦公室根據第13936號行政命令執行的制裁名單內。10月31日，香港特區政府回應查詢時表示，按慣例港府有收到東道主邀請出席，但特首李家超因“日程安排問題”未能親身出席，將改由財政司司長陳茂波代表出席。墨西哥總統洛佩斯·奥夫拉多尔最初宣布，由於與秘魯總統迪娜·博魯阿爾特存在分歧，他不會出席峰會。他後來改變了決定，表示他會參加。
2023年8月14日，由於俄羅斯入侵烏克蘭，美國拒絕向俄羅斯APEC代表團發出入境簽證。尽管如此，美国仍邀请俄罗斯参加峰会，而总统弗拉基米爾·普京则派出副总理阿列克谢·奥韦尔丘克代表其参会。

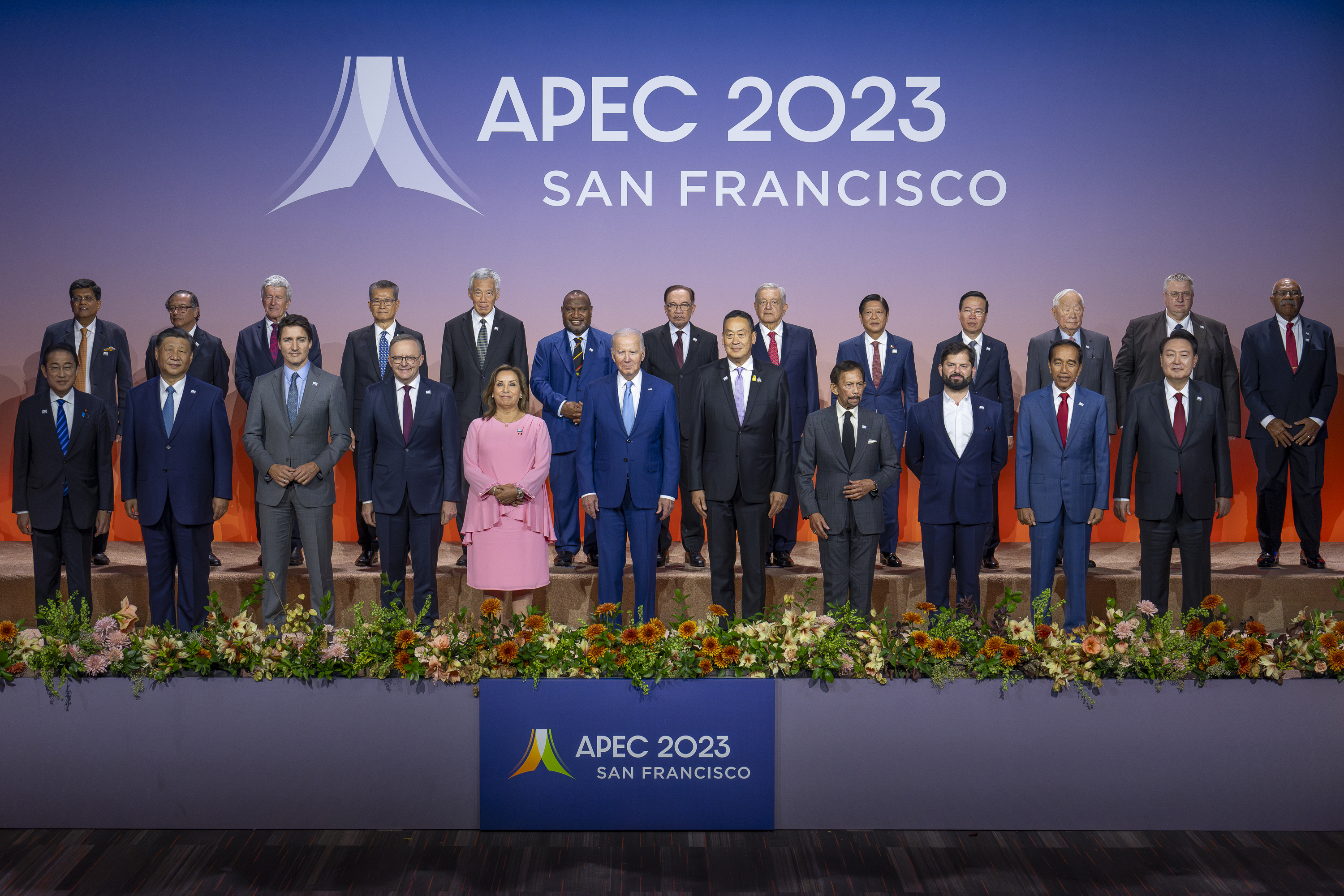
在舊金山的APEC峰會全家福合影

| 2023年亞太經合組織經濟領袖會議的與會者 | 2023年亞太經合組織經濟領袖會議的與會者 | 2023年亞太經合組織經濟領袖會議的與會者 | 2023年亞太經合組織經濟領袖會議的與會者 |
| 经济体成员                             | APEC的代表名称                         | 职务                                   | 名称                                   |
| -------------------------------------- | -------------------------------------- | -------------------------------------- | -------------------------------------- |
| 澳洲                                   | Australia                              | 總理                                   | 安東尼·阿爾巴尼斯                      |
| 汶萊                                   | Brunei Darussalam                      | 苏丹                                   | 哈山納·包奇亞                          |
| 加拿大                                 | Canada                                 | 總理                                   | 賈斯汀·杜魯道                          |
| 智利                                   | Chile                                  | 总统                                   | 加夫列尔·博里奇·丰特                   |
| 中華人民共和國                         | People's Republic of China             | 国家主席                               | 习近平                                 |
| 中國香港*                              | Hong Kong, China                       | 财政司司长                             | 陳茂波                                 |
| 印度尼西亞                             | Indonesia                              | 总统                                   | 佐科·维多多                            |
| 日本                                   | Japan                                  | 內閣總理大臣                           | 岸田文雄                               |
| 大韓民國                               | Republic of Korea                      | 總統                                   | 尹锡悦                                 |
| 馬來西亞                               | Malaysia                               |                                        | 安华·依布拉欣                          |
| 墨西哥                                 | Mexico                                 | 总统                                   | 洛佩斯·奥夫拉多尔                      |
| 紐西蘭                                 | New Zealand                            | 贸易部长                               | 达米安·奥康纳                          |
| 巴布亞紐幾內亞                         | Papua New Guinea                       | 总理                                   | 詹姆斯·马拉佩                          |
| 秘魯                                   | Peru                                   | 总统                                   | 迪娜·博鲁阿特                          |
| 菲律賓                                 | Philippines                            | 总统                                   | 小费迪南德·马科斯                      |
| 俄羅斯*                                | Russia                                 | 副总理                                 | 阿列克谢·奥韦尔丘克                    |
| 新加坡                                 | Singapore                              | 总理                                   | 李显龙                                 |
| 中華臺北                               | Chinese Taipei                         | 领袖代表                               | 張忠謀                                 |
| 泰國                                   | Thailand                               | 首相                                   | 社他·他威信                            |
| 美國                                   | United States                          | 总统                                   | 乔·拜登（东道主）                      |
| 越南                                   | Viet Nam                               | 国家主席                               | 武文賞                                 |

## 脚注
1. ↑  中华人民共和国法律上的政府首脑是国务院总理，国家主席根据宪法规定是一个礼仪性职位，不过自1993年以来（除几个月的过渡期外），中共中央总书记（最高领导职务）一直兼任中国国家主席，因此最高领导人同时拥有中共中央总书记的权力和国家主席的身分。
2. ↑  香港于1991年以“Hong Kong（香港）”名义加入。1997年，香港移交中华人民共和国后，名义改为“Hong Kong, China（中国香港）”。
3. ↑  香港政府首长为行政长官，但行政长官李家超以因事为由未能亲身出席，改由政府排名第三的财政司司长代表出席[6]。
4. ↑  由于新西兰总理面临换届选举，加之“身体不适”，克里斯·希普金斯未能出席，改由贸易部长出席
5. ↑  俄罗斯总统弗拉基米尔·普京没有出席峰会，改为派出副总理作为其代表参加峰会。
6. ↑  
由于台海两岸关系，臺灣不能以“中華民國”或“臺灣”为名号参加，取而代之以“Chinese Taipei（中華台北）”参加。现时中華民國總統不能以此身份亲自参加会议，只能委派负责经济事务的部长级官员或者总统指定人选作为代表参加会议。
7. ↑  越南的政府首腦為政府總理，越南共產黨中央委員會總書記為越南最高領導人，掌握黨政軍大權，越南國家主席則為名義上的國家元首。